# Allessandro Liberati
Alessandro Liberati (1847-1927) fue un virtuoso cornetista estadounidense de origen italiano. Activo principalmente a finales del siglo XIX y principios del siglo XX, fue también conocido por liderar la Banda Liberati, así como por la composición de Felice y la Kansas City Star March.

## Biografía
Liberati estudió y practicó la corneta a una edad temprana, es muy probable que las primeras lecciones que recibió fueran de su padre Carlo y su madre Felicetta, su padre era experto en el clarín y la trompeta en clave. Con catorce años, hizo su debut ante el público, interpretando a la corneta, un aria de Il trovatore. Se alistó en la Guardia del Cuerpo Papal en el Vaticano en 1864, y tocó con la Primera Banda Cacciatori de Roma durante dos años. En 1866 tocó la corneta en el ejército de Garibaldi. Se alistó en la Legión Extranjera Francesa en 1871 y fue capturado como prisionero de guerra en la Guerra Franco-Prusiana.
De 1866 a 1872, Liberati actuó por toda Italia mientras dirigía bandas y enseñaba a tocar la corneta. En 1872, viajó a Canadá donde se convirtió en director de una banda de artillería. Patrick Gilmore oyó hablar de Liberati y le pidió que fuera un solista especial para su Jubileo de la Paz ese mismo año. Pronto se convirtió en director y solista de corneta de todas las bandas de artillería canadienses. En 1875, se le pidió que fuera el director de la Banda de la Guardia Nacional de Michigan y de la banda de cornetas de la policía de Detroit.
Un año después, en 1876, se convirtió en ciudadano estadounidense oficial y se pidió a sus bandas que actuaran en la Exposición Universal de Filadelfia de 1876. Allí pudo escuchar muchas agrupaciones musicales destacadas, como la Banda de Patrick Gilmore y la Orquesta de Jacques Offenbach. En 1877, se unió a Bosto Cadet Band de J. Thomas Baldwin como solista de corneta, tocando en la inauguración del Brighton Beach Hotel en Coney Island. Carlo A. Cappa persuadió a Gilmore para que contratara a Liberati como solista de corneta suplente en 1878 y, en 1879, estaba igualmente catalogado con nombres como Arbuckle, Bent, Emerson y Levy.
Durante las temporadas de invierno de 1879 y 1880, Liberati tocó la primera trompeta con la Orquesta Filarmónica de Nueva York.
Fue solista especial en las Exposiciones Interestatales de Chicago de 1878, 79 y 80, y en 1881, solista especial en la exposición de Central Park. Participó como solista en varios lugares, por ejemplo, la Celebración del Centenario de Yorktown de 1881, el West End Resort en Nueva Orleans (1883) y la Exposición del Sur en Louisville, Kentucky (1883). Actuó para la visita de Grover Cleveland a la Armería del Séptimo Regimiento en Nueva York y para la visita del cardenal Tascheru a Quebec el 20 de junio de 1886.
En 1886, Liberati dirigió una de las bandas en el Vigésimo Tercer Cónclave Trienal de los Caballeros Templarios en San Luis (Misuri). El evento fue organizado por Patrick Gilmore a beneficio de los niños de un hogar para viudas y huérfanos. También en ese mismo año, realizó solos en el Golden Gate Park en San Francisco, y fue director de orquesta de la Banda de la Guardia Nacional del 71.er Regimiento en la ciudad de Nueva York.
En 1889, Liberati formó su propia banda y la denominó "The World Renowned Liberati Band". Una de las muchas responsabilidades del grupo era tocar entre actos de la CD Hess Grand Opera Company. La World Renowned Liberati Band viajó mucho y desarrolló una reputación en los Estados Unidos y Canadá. Fue el compositor de Kansas City Star March .
En 1895, se hizo conocido por establecerse entre las primeras bandas de circo cuando comenzó a viajar con los célebres Ringling Brothers, para quienes abrió funciones.
En septiembre de 1899, su Gran Banda Militar reorganizada de 112 piezas fue elegida por el Gran Ejército de la República para encabezar un desfile por las calles de Filadelfia en honor a los Veteranos del Ejército de la Unión de la ciudad. Montado en un semental negro y vistiendo su uniforme decorado con muchas medallas, Liberati tocó una corneta dorada mientras dirigía la banda. Los dirigió durante muchos años, hasta 1922 en Tulsa, Oklahoma . Liberati también tocó solos de corneta en Washington Park en Delaware, cerca de Filadelfia en el verano de 1902. Más tarde ese año, realizó dos giras de conciertos.
Uno de sus alumnos más famosos fue Albertus L. Meyers, cornetista de la Sousa's Band. Meyers luego se convirtió en el director durante mucho tiempo de la Allentown Band .
El 2 de junio de 1903, mientras viajaba en Kansas City, Liberati estuvo involucrado en un accidente automovilístico. El New York Times informó: "Un automóvil en el que viajaba el Signor Liberati, el virtuoso de la corneta, y varios hombres de negocios prominentes, fue arrollado por un tranvía hoy mientras viajaban por las afueras de la ciudad. El vehículo quedó completamente destrozado y todos los ocupantes sufrieron cortes y magulladuras".
Aunque fue descrito como una persona tranquila y sociable también adquirió fama de ser muy engreído.